# Travel Bug

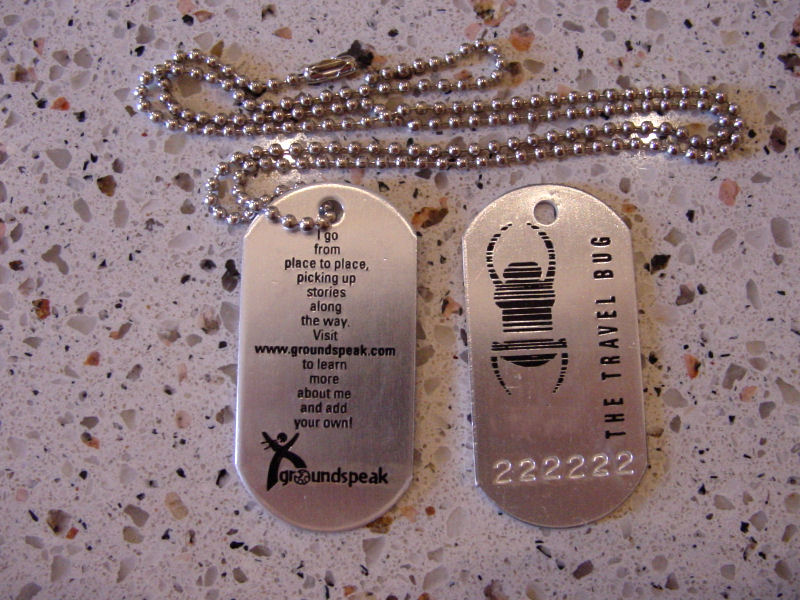
Una coppia di Travel Bug

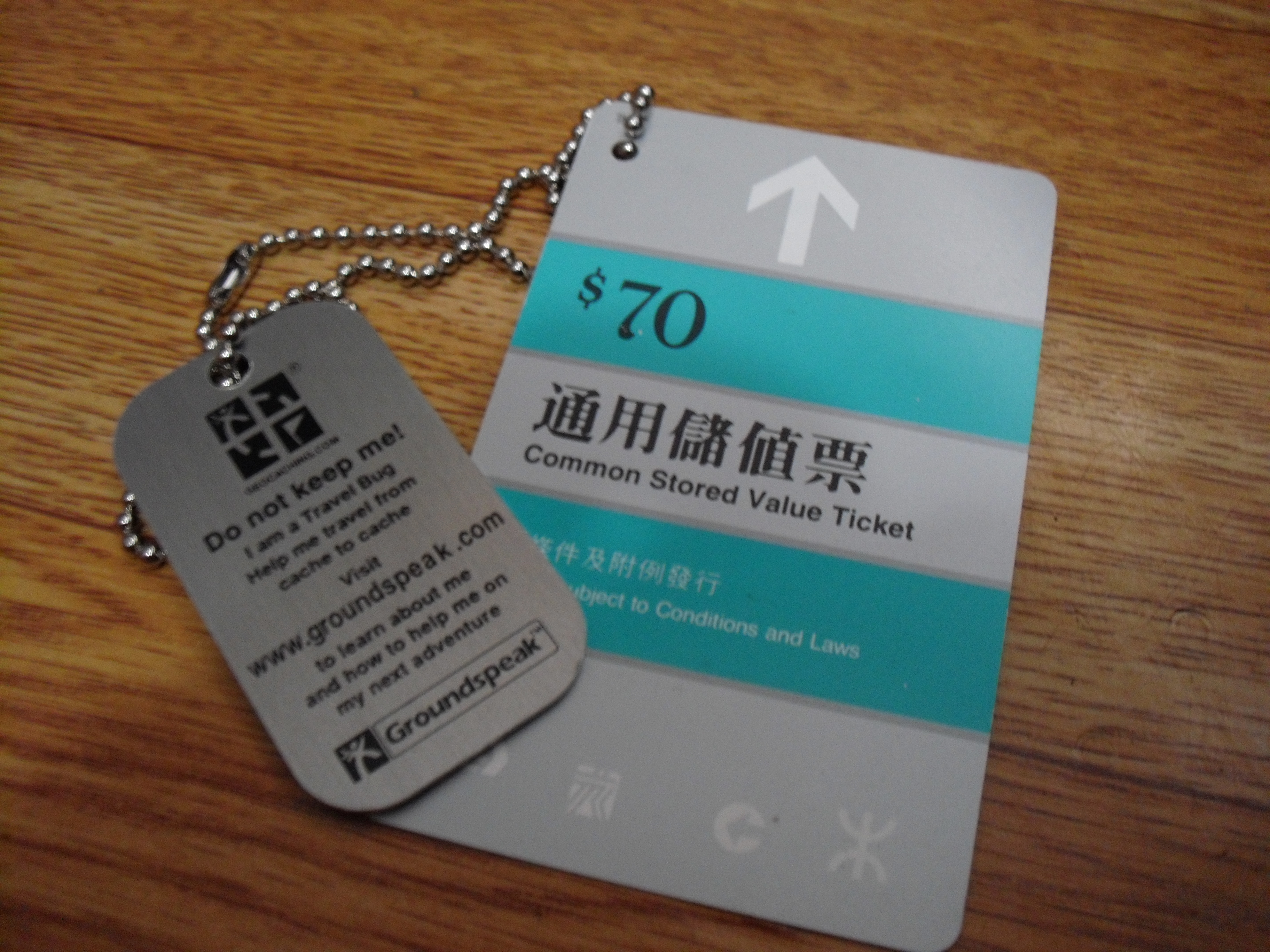
Una Travel Bug da Hong Kong

Travel Bug è un marchio registrato da Groundspeak Inc. che viene impiegato per designare un particolare tipo di oggetto utilizzato nel geocaching.
Un Travel Bug, che appartiene a un utente del sito Geocaching.com, è una piastrina metallica numerata, simile a quelle militari, che viene allegata permanentemente a un oggetto scelto dal suo proprietario. Anche se tecnicamente la sola piastrina è il Travel Bug, tuttavia viene comunemente indicato come Travel Bug l'insieme oggetto-piastrina. Il Travel Bug, che viene anche "battezzato" dal suo proprietario, può essere solo spostato di cache in cache, in modo da tracciarne i movimenti in una pagina dedicata sul sito web.
Un Travel Bug può avere uno scopo assegnatogli dal suo proprietario (ad esempio, deve raggiungere New York o essere fotografato insieme con un lama), e ogni giocatore di geocaching deve adoperarsi, per quanto possibile, per cercare di far completare tale missione. Sovente viene allegato all'oggetto un cartellino contenente lo scopo del Travel Bug.
La seconda missione di ogni Travel Bug è comunque quella di cambiare posizione più possibile: infatti a ogni spostamento viene conteggiato il numero di chilometri percorsi, così che è sempre possibile conoscere la distanza complessiva percorsa dall'oggetto.

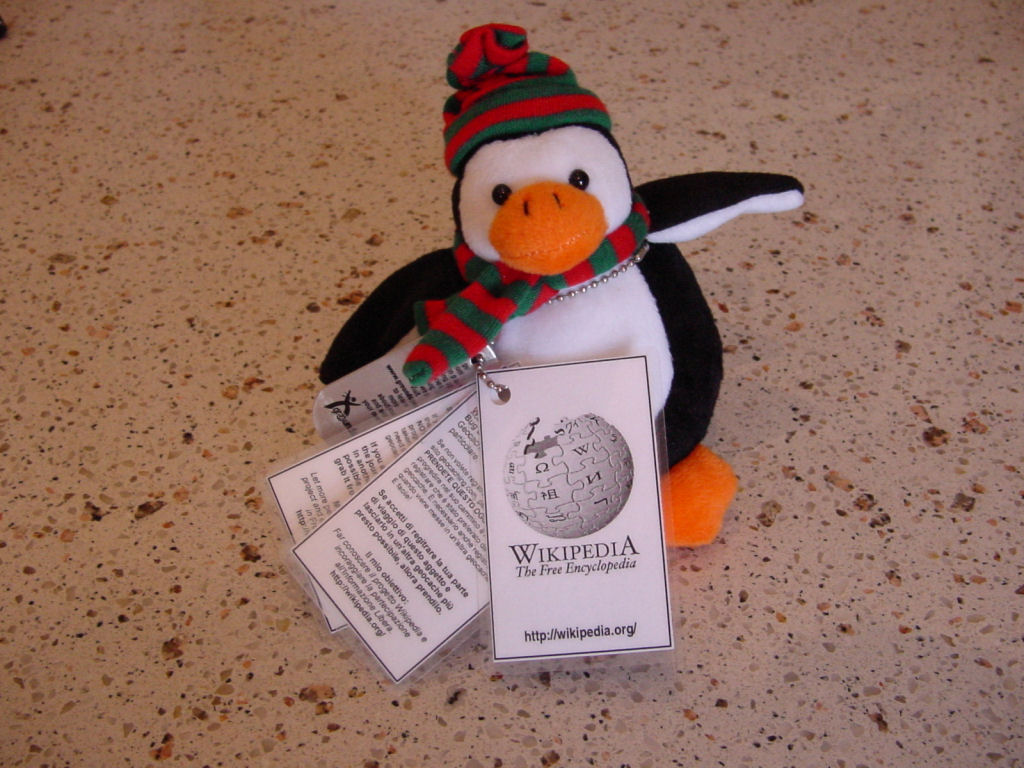
Un Travel Bug dedicato a Wikipedia

I Travel Bug possono talvolta partecipare a vere e proprie gare: ne vengono rilasciati alcuni contemporaneamente, e dopo un lasso di tempo ragionevole (in genere un anno) si valuta quale di essi abbia percorso più strada.
Quando un Travel Bug viene perso o rubato, è consuetudine farlo convenire in qualche cimitero dei Travel Bug, ovvero una cache particolare, inesistente nella realtà, utilizzata esclusivamente per un virtuale "ultimo viaggio" di questi oggetti. In genere ce n'è uno per ogni stato dove vi sia un buon numero di giocatori di geocaching.
Altri oggetti speciali tracciabili sono i geocoin, speciali monete commemorative numerate e dalle stesse modalità d'uso di un normale Travel Bug.
Vi sono altri tipi di oggetti tracciabili, che tuttavia, non essendo affiliati direttamente con Groundspeak, non possono essere chiamati Travel Bug: i Geotag Tracker o i Traveler Tags tracciano ugualmente gli spostamenti di oggetti a cui sono collegati.